# 우보 (관직)
우보(右輔)는 고구려와 백제의 관직이다. 백제에서 좌보 다음의 최고직으로, 군사와 병마를 총괄했다. 좌보는 내정을 맡았다. 우상(右相)이라고도 하며, 260년 (고이왕 27년) 폐지되었다.

## 역대 우보
아래는 삼국사기 백제본기에 기록된 역대 우보이다.
1. 기원전 17년 (온조왕 2년) 3월 족부(族父) 을음(乙音)이 처음 우보로 임명되다.
2. 23년 (온조왕 41년) 정월 - 해루(解婁)가 우보가 되다.
3. 34년 (다루왕 7년) 2월 - 흘우(屹于)가 우보가 되다.
4. 37년 (다루왕 10년) 10월 - 흘우가 좌보가 되고 진회(眞會)가 우보가 되다.
5. 242년 (고이왕 9년) 4월 - 부여질(扶餘質)가 우보가 된다.
6. 247년 (고이왕 14년) 3월 - 진충(眞忠)이 마지막으로 우보가 된다.

## 같이 보기
- 백제의 역대 국왕
- 백제의 관직